# Klemen Prepelič
Klemen Prepelič (Maribor, Eslovenia, 20 de octubre de 1992), es un jugador de baloncesto esloveno que juega en el BC Dubai, de la ABA League adriática. Con 1,91 metros de estatura, juega en la posición de escolta.

## Trayectoria deportiva
Formado en la cantera del Branik Maribor, llegaría a Helios Domzale en 2010 y realizaría una gran segunda temporada realizando unos promedios en la Liga Adriática (14,4 puntos) y en la Liga de Eslovenia (15,2). Realizaría un buen Europeo Sub-20, disputado en Bilbao (10,1 puntos, 2,4 rebotes y 3 asistencias en 20 minutos), en que llamaría la atención a los grandes clubes de Europa.
Más tarde, jugaría una temporada en el  Union Olimpija, con el que ganaría la copa de Eslovenia 2013 y el Banvit turco.
Después de no ser elegido en el Draft de la NBA de 2014, firmaría con el EWE Baskets Oldenburg alemán.
En verano de 2016, se compromete con CSP Limoges por una temporada.
En julio de 2018 fichó por el Real Madrid de la liga ACB por dos temporadas.
Tras una temporada con escasa participación en el club madrileño, en agosto de 2019 es cedido por una temporada al Club Joventut Badalona.
En julio de 2020 se oficializa su fichaje por el Valencia Basket por dos temporadas más una tercera opcional.
El 24 de junio de 2023 rescinde su contrato con el Valencia tras tres temporadas.
El 23 de octubre de 2023 firma con el Cedevita Olimpija hasta final de año.
El 7 de diciembre de 2023 firma con el Galatasaray Ekmas de la Basketbol Süper Ligi (BSL) turca.
El 26 de julio de 2024 firma por el BC Dubai, equipo emiratí que participa en la liga adriática (ABA League).

## Selección nacional
Representó a su país en la Copa Mundial de Baloncesto de 2014 y el Eurobasket 2015.
El jugador fue parte de la selección eslovena, que consiguió la medalla de oro en el EuroBasket 2017.
En verano de 2021, fue parte de la selección absoluta eslovena que participó en los Juegos Olímpicos de Tokio 2020, que quedó en cuarto lugar.
En septiembre de 2022 disputó con el combinado absoluto esloveno el EuroBasket 2022, finalizando en sexta posición.
Durante agosto y septiembre de 2023 fue integrante de la selección de Eslovenia que participó en el Mundial de 2023 celebrado en Asia, y que finalizó en séptimo lugar.

## Logros y reconocimientos

### Clubes
- Liga ACB (1): 2018-19
- Supercopa de España (1): 2018
- Copa de Eslovenia (1): (2013)

### Consideraciones individuales
- Máximo anotador de la ACB (1): 2019-20
- Quinteto Ideal de la ACB (1): 2019-20